# Paul Janes
Paul Janes (Leverkusen, 11 marzo 1912 – Düsseldorf, 12 giugno 1987) è stato un allenatore di calcio e calciatore tedesco, di ruolo terzino destro.

## Carriera
In carriera giocò soltanto nel Fortuna Düsseldorf, con cui vinse un campionato della Germania (1931) ed un campionato tedesco (1933), e nella Nazionale tedesca, di cui fu recordman di presenze fino a quando venne superato negli anni '70 da Uwe Seeler. Conta 73 presenze e 14 reti nei campionati successivi alla Seconda Guerra Mondiale.

## Palmarès

### Giocatore

#### Competizioni nazionali
- Campionato tedesco: 1

Fortuna Dusseldorf: 1932-1933